# 메디신레이크 화산

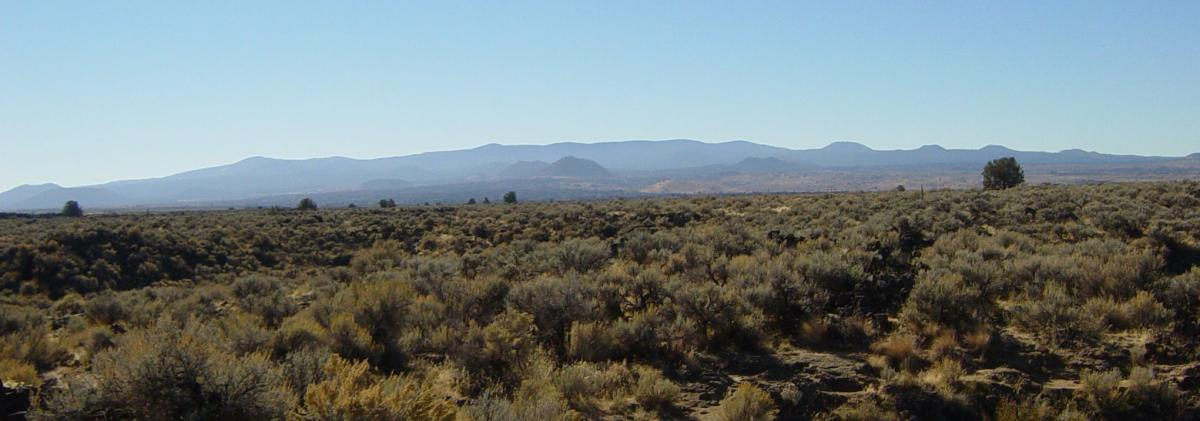

메디신레이크 화산(Medicine Lake Volcano)은 미국 캘리포니아주에 위치한 순상 화산으로, 휴화산인 상태이다. 이 화산의 화구는 메디신 호이며, 호프맨 산을 비롯한 여러 봉우리가 있는 거대한 화산이다. 과거에 용암이 흐른 흔적도 선명하게 남아있을 정도로 잘 보존된 화산이다.